# إريك بارنفيرجر
إريك بارنفيرجر (12 يناير 1915 - 2 مايو 1945) كان جنرالًا ألمانيًا خلال الحرب العالمية الثانية. وقد حصل على وسام الفارس الصليبي الحديدي مع أوراق البلوط والسيوف ألمانيا النازية. في الأيام الأخيرة من الحرب، كان قائد العديد من قطاعات الدفاع خلال معركة برلين. انتحر في 2 مايو 1945.

## برلين، 1945
في نهاية الحرب العالمية الثانية، شارك في معركة برلين. في 24 نيسان، وذلك بسبب القيادة المباشرة لهتلر، أعطيت له قيادة قطاعات الدفاع.  

## الجوائز
- الصليب الحديدي (1939) الدرجة الثانية (12 يونيو 1940) والدرجة الأولى (21 يونيو 1940) [3]
- شارة هجوم المشاة بالفضة (23 يوليو 1941)
- صليب الفارس من وسام تاج رومانيا بالسيوف من الدرجة الخامسة (13 أغسطس 1941)
- مشبك ورق لف الجيش (14 أغسطس 1942)
- الصليب الألماني في الذهب في 26 ديسمبر 1941 كمتصرف احتياطي في 7. / فرقة المشاة 123 [4]
- صليب فارس للصليب الحديدي بأوراق البلوط والسيوف
  - صليب الفارس في 27 أغسطس 1942 بصفته Oberleutnant وزعيم III. / فرقة المشاة 123 [5]
  - 243rd Oak Leaves في 17 مايو 1943 بصفته هاوبتمان وقائد الثالث. / غرينادير فوج 123
  - 45 السيوف في 23 يناير 1944 كما الرائد والقائد العام للIII. / غرينادير فوج 123
- وسام الشجاعة البلغارية (7 فبراير 1942)
- ميدالية المشاة البلغارية الملكية بالفضة (7 فبراير 1942)

### اقتباسات
1. ↑  Thomas & Wegmann 1987, p. 176.
2. ↑  Beevor 2002, p. 384.
3. ↑  Thomas & Wegmann 1987, p. 177.
4. ↑  Patzwall & Scherzer 2001, p. 24.
5. ↑  Scherzer 2007, p. 199.